# Hydrocotyle wilfordii
Hydrocotyle wilfordii là một loài thực vật có hoa trong Họ Cuồng. Loài này được Maxim. mô tả khoa học đầu tiên năm 1887.